# Balansun
Balansun ist eine französische Gemeinde mit 313 Einwohnern (Stand 1. Januar 2022) im Département Pyrénées-Atlantiques in der Region Nouvelle-Aquitaine. Sie gehört zum Arrondissement Pau und zum Kanton Artix et Pays de Soubestre (bis 2015: Kanton Orthez).
Die Einwohner werden Balansenais oder Balansenaises genannt.

## Geographie
Balansun liegt ca. 8 km östlich von Orthez und ca. 45 km nordwestlich von Pau im Béarn.
Umgeben wird der Ort von den Nachbargemeinden:
|          | Sallespisse Sault-de-Navailles              |                 |
| Orthez   | Kompassrose, die auf Nachbargemeinden zeigt | Mesplède        |
| Castétis | Argagnon                                    | Arthez-de-Béarn |

Balansun liegt im Einzugsgebiet des Adours. Ein Zufluss des Gave de Pau, der Ruisseau de Clamondé, fließt an der südlichen Gemeindegrenze entlang.

## Geschichte
Behauene Feuersteine, polierte Steine und zwei Steinvasen aus der frühen Bronzezeit wurden in einem Hügelgrab gefunden und sind Zeugen für Besiedelung in der Urgeschichte. Wie in allen anderen Gemeinden im wasserreichen Einzugsgebiet des Adours begannen die Menschen in Balansun früh mit der Landwirtschaft.
1205 wurde Balansun mit dem heutigen Namen in den Büchern von Navarrenx erwähnt, im 13. Jahrhundert als Balensun in den fors de Béarn, einer Sammlung von amtlichen Texten der Vizegrafschaft von Béarn. Weitere Formen des Ortsnamens in den Schriften waren in der Folge: Balensu (Notar von Pardies, 1343), Valenssun (Volkszählung im Béarn, 1385), Valencin (4. Buch von Jean Froissart, 14. Jahrhundert), Balanssun (Reformation von Béarn, 1536). Auf der Karte von Cassini 1750 ist die Gemeinde als Balensun eingetragen, während der Französischen Revolution 1793 als Balenzun, 1801 dann als Balensun oder Balansun geführt.
Das Dorf war im Mittelalter eine Etappe für Pilger auf dem Jakobsweg nach Santiago de Compostela und besaß eine Pilgerherberge, genannt Notre-Dame-de-Chaustins. Die Gemeinde hatte eine besondere Verbindung zu Spanien. Im Mittelalter diente einer der Nachkommen der Lehnsherren von Balansun dem König von Kastilien. Ein anderes Mal in einer anderen Zeit fand der in den Hugenottenkriegen verfolgte Jan de Balansun Zuflucht in Spanien.
Der Salzweg führte durch die Gemeinde und gab der Wirtschaft einen Schub. Eine Blütezeit erlebte sie besonders im 17. Jahrhundert mit der Ansiedlung von Töpfern und Glasbläsern. Im 18. Jahrhundert zeichnete sich die Gemeinde dadurch aus, dass Friquet de Balansun, Lehnsherr des kleinsten Lehens im Lande, den Zutritt für die Kammern von Béarn erwarb.

### Einwohnerentwicklung
Nach dem Höhepunkt von 613 Einwohnern in der ersten Hälfte des 19. Jahrhunderts ist die Zahl bis zu Beginn des 20. Jahrhunderts bis auf ungefähr ein Drittel des Maximums gesunken. Es gab allein zwischen 1846 und 1851 einen Rückgang von mehr als 34 %. Bis zum Ende des 20. Jahrhunderts stabilisierte sich die Bevölkerung, bis sie seitdem wieder stark ansteigt.
| Jahr      | 1962 | 1968 | 1975 | 1982 | 1990 | 1999 | 2006 | 2009 | 2022 |
| --------- | ---- | ---- | ---- | ---- | ---- | ---- | ---- | ---- | ---- |
| Einwohner | 177  | 202  | 206  | 215  | 209  | 207  | 223  | 241  | 313  |

## Sehenswürdigkeiten
- Die Kirche Assomption-de-Notre-Dame (Mariä Himmelfahrt) wurde 1850 errichtet. Der Kirchturm über dem Eingang besitzt eine besondere Ausschmückung seines polygonalen Turmhelms. An jeder Kante der Dachflächen ist eine Reihe von weißen Steinen angebracht.[8][9]

## Wirtschaft und Infrastruktur
Der Schwerpunkt der Wirtschaft liegt auf der Landwirtschaft.

### Bildung
Balansun verfügt über eine öffentliche Grundschule mit 22 Schülerinnen und Schülern im Schuljahr 2017/2018.

### Verkehr
Balansun wird durchquert von der Route départementale 946 (ehemalige Route nationale 646).